# Erik Gnupsson
Erik « Upsi » Gnupsson (parfois nommé Erik Gnupa) aurait été évêque du Groenland au début du XIIe siècle .
Les seules sources mentionnant un évêque Erik (ou Eirik) sont les Annales islandaises de la collection d'Árni Magnússon. Elles mentionnent qu'en 1112, un évêque Erik a quitté l'Islande pour devenir évêque du Groenland, à Garðar, puis en 1121 qu'il serait parti à la recherche du Vinland.
Une description du voyage de « Erik [latinisé en Henricus], légat du siège apostolique et évêque du Groenland et des régions voisines » au Vinland figure sur la carte du Vinland mais il a été déterminé que cette carte était un faux.
Claus C. Lyschander (1558–1624), dont le témoignage ne fait guère autorité, raconte qu’il s’est rendu au Vinland pour y implanter la foi et une colonie qui durent encore. D’après Lyschander, il fut inhumé à Gardar au Groenland en 1146. 
On a dit qu’Érik fut évêque du Groenland et du Vinland, qu’on avait oublié où était situé le Vinland et qu’Érik partit à sa recherche, que le Vinland était une ancienne colonie et qu’Érik faisait une visite à une partie de son diocèse, qu’il cherchait à convertir des païens au christianisme ou à ramener des renégats à la foi, que les vestiges de la foi chrétienne censément retrouvés au xvie siècle parmi les Indiens du Québec et des provinces atlantiques dérivent de son œuvre de missionnaire.